# Старіков Ілля Мойсейович
Ілля́ Мойсéйович Стáріков (нар. 3 серпня 1934, Миколаїв, Україна — пом. 1 лютого 2022, там само) — український вчений, педагог, винахідник, доктор педагогічних наук, професор факультету психології Миколаївського національного університету імені В. О. Сухомлинського, почесний доктор Академії педагогічних наук України, професор психології, академік.

## Життєпис
Народився 3 серпня 1934 року в Миколаєві. Навчався в середній школі № 37, у 1954 році закінчив Миколаївський суднобудівний технікум, а у 1964 — Державний університет у Ростові-на-Дону.
Після університету пішов працювати помічником майстра на суднобудівний завод «Океан». Керував науково-дослідницьким відділом Миколаївського відділення Центру НОТ «Темп» Міністерства суднобудівної промисловості СРСР.
Викладав і завідував кафедрою соціальної педагогіки та соціальної роботи в Миколаївському національному університеті імені В. О. Сухомлинського.
Помер 1 лютого 2022 року у Миколаєві.

## Науковий і літературний доробок
Ілля Старіков — фахівець в галузі професійної педагогіки і соціальної психології. Почесний доктор педагогічних наук Національної академії педагогічних наук України, професор психології, автор численних монографій, навчальних посібників з професійної педагогіки та психології та понад 500 публікацій з соціально-психологічної проблематики, методико-теоретичних проблем підготовки робітників, комплексного використання техніко-дидактичних засобів, виданих у Москві, Санкт-Петербурзі, Києві та Миколаєві.
Займався виданням власних статей, нарисів, новел і оповідань. Окремими книгами вийшли друком збірки коротких оповідань і ліричних мініатюр «В ожидании клёва» (2007), «Таинства истории» (2010), «Птахи злітаються на свято» (2013), «Таинства судеб и личностей» (2010), «Еврейские судьбы» (2018), «О любви» (2020).
Ініціатор створення та постійний автор літературно-художнього часопису «Соборна вулиця» (2011—2017). Співавтор проєкту серії «Обдаровані мудрістю», в якій вийшли книги про Володимира Зебека, Дмитра Креміня, Якова Погребняка, Володимира Васляєва, Леоніда Шкарубу та інших.
Автор низки винаходів, ряду спеціалізованих тренажерів і пристроїв для навчання робітників суднобудівних професій. Тривалий час був науковим консультантом державного підприємства «Дельта-лоцман».

## Нагороди
За створення і впровадження прогресивних педагогічних технологій і методів навчання відзначений медалями ВДНГ СРСР і державними медалями України та Росії.
За творчий внесок в науку та освіту міста за результатами експертного опитування лідерів громадської думки в 2004 році був визнаний Городянином року в номінації «Наука і вища школа».